# Ђура Бировљев
Ђура Бировљев (Велики Бечкерек, 13. фебруар 1893 — Ријека, 24. септембар 1981) је био добровољац из Војводине у Шпанском грађанском рату.

## Биографија
По занимању био молер. Године 1921. отишао у Аргентину, где је постао члан Комунистичке партије. У Шпанију је дошао из Аргентине 30. октобра 1936. Борио се у редовима шпанских републиканаца. Био тенкиста са чином поручника. Током боравка у Шпанији придружује се Комунистичкој партији. Након евакуације припадника Републиканске армије у Француску био у логорима Аржеле, Гирс и Верне (1939—1943). Затим био у затворима у Шпанији — у Фигуересу (од 1944) и Барселони (1947). Потом се вратио у Зрењанин. Није био члан КПЈ.
Умро у Ријеци 24. септембра 1981.